# Asimina nashii
Asimina nashii är en kirimojaväxtart som beskrevs av Robert Kral. Asimina nashii ingår i släktet Asimina och familjen kirimojaväxter. Inga underarter finns listade i Catalogue of Life.